# Les Aventuriers du Mékong
Pour plus de détails, voir Fiche technique et Distribution.
Les Aventuriers du Mékong est un film français réalisé par Jean Bastia, sorti en 1958.

## Synopsis
Van-Li , le domestique vietnamien de Dominique, une belle et jeune aventurière repère trois hommes (Bago, Le Scaph et le toubib) qui ont échoué pour des raisons diverses à Saïgon, et qui n'ayant pas d'argent pour rentrer en France se trouvent bloqués. Elle leur propose de l'accompagner dans une expédition dont elle ne précise ni l'objet, ni la destination, mais promet à la clé une somme équivalant au billet du bateau pour la France. Les trois hommes finissent par accepter. Gunther, un gardien de nuit peu scrupuleux qui les aidera à se fournir en carburant se joindra à l'équipe. Après plusieurs péripéties en bateau, puis à pied, le petit groupe parvient au but. Un endroit où il faut creuser profondément la terre pour mettre au jour une grotte dans laquelle se trouve un coffre rempli de lingots d'or. Cette découverte va attiser les tensions, les hommes remettent en cause les conditions de départ et réclament d'abord la moitié du trésor puis une part égale pour chacun. Gunther meurt d'une chute de corde sans que l'on puisse savoir qui l'a saboté, Bago meurt d'une fièvre tropicale, Le Scaph tue accidentellement le toubib. Van-Li meurt sur un pont en corde avec le cheval transportant une grosse partie de l'or. Le Scaff et Dominique exténués et ayant perdu leur cargaison d'or sont sauvés in extrémis par des villageois.

## Fiche technique
- Titre : Les Aventuriers du Mékong
- Réalisation : Jean Bastia
- Scénario : Charles Brabant
- Dialogues : André Tabet
- Photographie : Pierre Dolley
- Décors : Louis Le Barbenchon
- Musique : Daniel White Chanson du film Claude Goatty
- Montage : Claude Gros
- Production : Jeannic Films - Eole Productions
- Pays :  France DYALISCOPE EASMANCOLOR
- Genre : Film d'aventure
- Durée : 100 minutes
- Date de sortie : 
  - France : 28 mars 1958

## Distribution
- Dominique Wilms : Dominique
- Jean Gaven : Le Scaph
- Jean-Pierre Kérien : Le Toubib
- Gib Grossac : Bago
- Reinhard Kolldehoff : Gunther
- Van Lieh Tran
- Li Van Duc : Van-Li

## Autour du film
Le film est ressorti en DVD en 2008 chez René Chateau Vidéo